# Leben in mir
Leben in mir ist ein polnischer Spielfilm aus dem Jahre 2004, der als deutsche Koproduktion entstand.

## Handlung
Ewa hat ihre Schule nicht beendet, lebt noch bei den Eltern und arbeitet jetzt in einer Tankstelle. Am Rande der Tankstelle lernt sie beim Rauchen die Straßendirne Iwona kennen. Die beiden unterschiedlichen Frauen werden Freundinnen. Ewa hat den Verdacht, schwanger zu sein. Sie ist fest dazu entschlossen das Kind abzutreiben. Dies kann sie nur illegal und muss dafür bar bezahlen. Das Geld stiehlt sie ihrer Mutter aus der Haushaltskasse. Das Geld trägt sie bei sich, als sie nachts mit dem Bus zu Arbeit fährt. Im Bus trifft sie auf den nächtlichen Streuner Michał. Am nächsten Tag wird sie untersucht und der Arzt bestätigt ihren Verdacht. Sie verabredet einen Termin mit dem Arzt, um die Abtreibung vornehmen zu lassen. Der Arzt verlangt einen Vorschuss und Ewa muss feststellen, dass sich in ihrer Tasche das Geld nicht mehr befindet. Sie wurde von Michał im Bus bestohlen. Die junge Frau ist verzweifelt. Auf dem Flur des Krankenhauses beobachtet sie wie in einem Behandlungszimmer eine werdende Mutter, die eine Ultraschallbehandlung erhält. Die Ärztin erklärt der freudigen Frau, dass der Embryo sie bereits hören kann und die Stimme seiner Mutter erkennt. Diese Vorstellung fasziniert Ewa und langsam beginnt sich ihre Einstellung zu dem Kind, das sie trägt zu ändern. Ewa führt fortan Gespräche mit dem ungeborenen Kind und ihr Blick auf die Welt wird von Tag zu Tag positiver.
Eines Tages trifft Ewa Michał wieder. Die beiden verlieben sich ineinander, doch muss Ewa bald erkennen, dass Michał sich sein Geld als Drogendealer verdient. Sie versucht den desillusionierten Mann von einer besseren Welt zu überzeugen. Auch ihre Freundin Iwona scheint endlich Glück zu haben. Sie wird heiraten und lädt ihre Freundin in ihr Heimatdorf ein. Ewa bekommt jedoch bei einer weiteren Untersuchung die Diagnose, dass das Leben des Kindes gefährdet ist. Sie fährt dennoch zur Hochzeit. Dort kommt es zu einem Eklat, als ein Mann Iwona wiedererkennt und ihrem frisch Angetrauten von ihrer Vergangenheit erzählt. Der Mann ist verzweifelt und geht ins Wasser. Der Nichtschwimmer wird schließlich von Ewa gerettet. Er erkundigt sich bei seiner Retterin, ob die Geschichte um Iwona wahr sei. Sie schwört ihm bei ihrem Leben und dem ihres Kindes, dass dies nicht wahr sei.
Wieder daheim wird Ewa schließlich mit zu früh einsetzenden Wehen ins Krankenhaus eingeliefert. Die Geburt ist äußerst kompliziert und Ewa fällt in eine Trance. Hat sie die Geburt überlebt? Lebt das Kind? Der Film lässt das offen.

## Hintergrund
Der Film ist eine Co-Produktion zwischen dem polnischen Fernsehen (TVP), ARTE und dem ZDF. Die Filmstiftung Nordrhein-Westfalen und die Filmförderung Eurimages der Europäischen Union steuerten ebenfalls Mittel zur Produktion bei. Nach der Drehbuchidee von Małgorzata Szumowska schrieb ihre Mutter die Journalistin Dorota Terakowska einen Roman, der in Polen ein Bestseller wurde.
Der Schauspieler Marek Walczewski spielt in diesem Film den Vater von Ewa. Walczewski ist wie seine Rollenfigur schwer an der Alzheimer-Krankheit erkrankt. Er spielt einen Musikliebhaber, dem langsam sein Erinnerungsvermögen entschwindet. Er nimmt an einer Fernsehquizshow statt, in der sein Musikwissen gefragt ist. In einer bewegenden Szene nimmt Walczewski in dieser Show Abschied von seiner Familie, die die Sendung am Fernseher verfolgt, gleichzeitig aber wohl auch von den Zuschauern im Kinosaal. Walczewski selbst hatte bereits Probleme, sich den Drehbuchtext zu merken. Die Texte wurden ihm bei jeder Szene eingesprochen.

## Kritiken
- Lexikon des Internationalen Films: Die Haltung einer schwangeren, lustlos in den Tag lebenden Frau in Krakau ändert sich, als sie das Ungeborene urplötzlich als Quelle allen Lebenswerten begreift, es nicht mehr abtreiben lassen will, sondern ihm auf Schritt und Tritt die Welt erklärt. Zugleich muss sie sich mit dem nahen Tod ihres Vaters auseinandersetzen und verliebt sich in einen jungen notorischen Zweifler und Nihilisten. Was eine „poetische Tagträumerei“ um existenzielle Sinnsuche sein könnte, verliert sich in gestylten Werbebildern und den Erzählstrukturen einer Seifenoper. Die Anbiederung an westeuropäische Erfolgsfilme macht den Film zur eskapistischen Wundertüte voller Kitsch und billiger Symbolik.

- www.kino-zeit.de: Leben in mir / Ono haftet trotz der Schwere des Themas und der Tristesse der Umgebung etwas zutiefst Traumhaftes und Erhabenes an, das diesen Film zu einem außergewöhnlichen sinnlichen Erlebnis macht. Immer wieder findet Malgosia Szumowska religiöse Allegorien und Bilder, die an biblische Gleichnisse denken lassen, um Eva und ihre Umwelt zu charakterisieren. Hinzu kommt die wundervolle Musik Johann Sebastian Bachs, die den quasi religiösen Charakter der Geschichte gekonnt unterstreicht und über weiter Strecken des Films vergessen lässt, wie sparsam sich hier die Dialoge gestalten.

## Auszeichnungen
Auf dem Polnischen Filmfestival Gdynia 2004 wurde die Musik von Komponist Paweł Mykietyn als beste Filmmusik ausgezeichnet. Einen großen Anteil am Erfolg der Filmmusik hatte der Jazz-Pianist Leszek Możdżer, der sämtliche Klavierpassagen eingespielt hatte. Małgorzata Szumowska stellte den Film in Deutschland erstmals auf der Berlinale 2005 in der Sektion Panorama vor und war später in Wiesbaden beim GoEast-Festival, wo sie mit dem Preis für die beste Regie ausgezeichnet wurde.